# 寶斗仁
寶斗仁，是臺灣新竹縣寶山鄉的一個傳統地域名稱，位於該鄉西南部。相較於今日行政區，其範圍大致包括寶斗村、深井村。

## 歷史
台灣清治末期至日治初期，寶斗仁地區為一街庄，稱為「寶斗仁庄」，隸屬於竹北一堡。該庄北與茄苳湖庄、香山坑庄、雙溪庄為鄰，東與新城庄為鄰，南邊為富興庄、珊珠湖庄、興隆庄，西邊為南隘庄。
1901年（日治明治三十四年）11月，全台廢縣廳改設二十廳，該庄隸屬於新竹廳。1909年（明治四十二年）10月，合併二十廳為十二廳，該庄隸屬不變。1920年（大正九年），廢十二廳改設五州二廳，該庄改制為「寶斗仁」大字，隸屬於新竹州竹東郡寶山庄，大字下有「寶斗仁」、「崎林」、「深井」小字名。
戰後寶山庄改制為寶山鄉，隸屬於新竹縣，大字亦改制為村。1950年桃、竹、苗分治，寶山鄉隸屬不變。

## 交通
國道1號又稱「中山高速公路」，是台灣西部兩大縱向高速公路之一，大致以橫向經過寶斗仁地區中部，境內未設交流道，東北側最近的是園區二路、新安路、光復路、公道五路等交會口共同形成新竹交流道，西南側最近的是省道台124甲線交會口的頭份交流道，由此等進入可快速前往台灣西部國道1號沿線各地。
鄉道竹47線（新珊路）是雙溪至珊珠湖的道路，大致以縱向轉西北—東南走向再轉縱向蜿蜒經過本地區東南部凸出部分，往北轉東北可前往新城、雙溪並止於竹82線路口，向南鄉道編號止於縣界處，再續行新珊路苗栗段可前往珊珠湖地區的水流東聚落。
鄉道竹47-1線（雙林路一段～二段）是水尾至南隘的道路，大致以東北—西南走向蜿蜒經過本地區西北部，向東北可前往雙溪的水尾溝橋並止於鄉道47線本線路口，向西南出縣市界後可前往南隘、大埔並止於省道台1線路口。
鄉道竹84線（寶新路三段）是虎頭山至新城的道路，也是本地區中部的主要橫向道路。其西側端點位於本地區西部近邊界處的鄉道竹47-1線（雙林路二段）路口，向東可前往新城並止於鄉道竹47線路口。
本地區北部與新竹市交界地帶可由雙林路一段經東香東街、茄苳景觀大道以達國道3號的茄苳交流道。

## 運動休閒
- 東方日星高爾夫球場